# Gylne Gutuer
De Gylne Gutuer is een eendagswielerwedstrijd en wordt sinds 2018 verreden in Stange. De wedstrijd behoort tot de UCI 1.2 categorie in de UCI Europe Tour. De eerste editie werd gewonnen door de Belg Jasper Philipsen. 
De Gylne Gutuer maakt onderdeel uit van het Uno - X Development Weekend, samen met de Hafjell GP en de Lillehammer GP.

## Lijst van winnaars
| Jaar | Winnaar              | Tweede                  | Derde                  |
| ---- | -------------------- | ----------------------- | ---------------------- |
| 2018 | Jasper Philipsen     | Casper von Folsach      | Markus Hoelgaard       |
| 2019 | Kristoffer Skjerping | Morten Hulgaard         | Jordi Meeus            |
| 2020 | Trond Trondsen       | Kristian Aasvold        | Erik Nordsæter Resell  |
| 2021 | William Blume Levy   | Embret Svestad-Bårdseng | Magnus Sørbø           |
| 2022 | André Drege          | Andreas Stokbro         | Frederik Irgens Jensen |
| 2023 | Andreas Stokbro      | Rasmus Bøgh Wallin      | Kristoffer Skjerping   |
| 2024 | Niet verreden        | Niet verreden           | Niet verreden          |

### Overwinningen per land
| Overwinningen | Land       |
| ------------- | ---------- |
| 3             | Noorwegen  |
| 2             | Denemarken |
| 1             | België     |

2005 · 
2006 · 
2007 · 
2008 · 
2009 · 
2010 · 
2011 · 
2012 · 
2013 · 
2014 · 
2015 · 
2016 · 
2017 ·
2018 ·
2019 ·
2020 ·
2021 ·
2022 ·
2023 ·
2024 ·
2025
Belangrijkste etappewedstrijden

Internationaal Wegcriterium · Driedaagse Brugge-De Panne · Ronde van de Alpen · Vierdaagse van Duinkerke · Ronde van Beieren · Ronde van Noorwegen · Ronde van België · Ronde van Luxemburg · Ronde van Oostenrijk · Ronde van Wallonië · Ronde van Burgos · Ronde van Denemarken · Arctic Race of Norway · Ronde van Groot-Brittannië
Belangrijkste eendaagse wedstrijden

Trofeo Laigueglia · GP Lugano · GP Nobili Rubinetterie · Dwars door Vlaanderen · Scheldeprijs · Brabantse Pijl · GP Kanton Aargau · Brussels Cycling Classic · GP Fourmies · Primus Classic Impanis-Van Petegem · Ronde van de Drie Valleien · Milaan-Turijn · Ronde van Piemonte · Ronde van het Münsterland · Ronde van Emilia · Parijs-Tours · GP Bruno Beghelli